# Un pedigree
Pour les articles homonymes, voir Pedigree (homonymie).
Un pedigree est une autobiographie écrite par Patrick Modiano publiée aux éditions Gallimard en 2005.

## Historique
Par son titre, Patrick Modiano rend hommage au roman autobiographique de Georges Simenon, Pedigree (1948, 1952).
Reprenant de manière complète et plus systématique que ce qu'il avait fait dans Livret de famille (1977), Modiano livre dans cet ouvrage autobiographique des éléments importants sur ses origines (référence au titre) familiales et personnelles jusqu'à environ l'âge de 22 ans. Le style littéraire est souvent celui de fiches, c'est-à-dire sans mots de liaison, avec peu de verbes et des phrases courtes.

## Résumé
Patrick Modiano raconte que ses parents embauchent une jeune fille pour s'occuper de lui lorsqu'il a à peu près 14 ans. Il la perdra de vue un moment et la retrouvera à Saint-Lô dans la Manche alors qu'elle a épousé un vétérinaire des haras. Ils l'accueilleront assez souvent dans leur maison de Saint-Lô. Patrick Modiano écrit son autobiographie à la façon d'une recherche d'identité.

## Personnages
- Le narrateur
- Albert Modiano, père du narrateur
- Luisa Colpeyn, mère du narrateur
- La bande de la rue Lauriston
- Stella, sœur de son père
- Jacques Gérin, mari de Stella
- Abbé Accambray, professeur de français au collège Joseph de Thônes, Savoie
- Jean Normand/Jean Duval
- Kiki Daragane, le narrateur est amoureux d'elle
- La fausse Mylène Demongeot, petite amie d'Albert Modiano
- Stioppa
- Paulo Guérin
- Un chow-chow suicidaire

## Éditions
- Un pedigree, éditions Gallimard, 2005  (ISBN 2070773337).
- Éditions Gallimard, coll. « Folio » (avec la photographie Chien méchant de René Maltête, sur la couverture)[1], 2006  (ISBN 2070321029).
- Éditions Gallimard, coll. « Quarto », 2013  (ISBN 9782070139569).